# ぬいぐるみ人形劇ショッコラン
ぬいぐるみ人形劇 ショッコラン（ぬいぐるみにんぎょうげき ショッコラン） は、旧．劇団ピッカリ座で歌のお姉さんやMC(司会者)で活躍した鳥居さとみが2012年夏に設立したぬいぐるみ人形劇団である。同劇団では2012年に破産した旧．劇団ピッカリ座の資産を債権として継承し各地で行う公演に活用している。
主に出演をしているキャラクターは劇団オリジナルのキャラクター「うさぎのタックタック」などである。
活動範囲と公演範囲は東京都内と関東近郊で、訪問公演やオリジナルキャラクターのグリーティングを開催したり、絵本の読み聞かせやワークショップ（後述）も行い後進の育成にも力を注いでいる。

## 沿革と公演
- 2012年夏 - 旧．劇団ピッカリ座で司会などを行っていた鳥居さとみが代表人の「ぬいぐるみ人形劇 ショッコラン」を設立

- 2013年3月 - 悠々館「春のお楽しみ会」（ゲスト出演）

- 2013年冬 - 旧.劇団ピッカリ座が保有していた資産の一部を債権として継承する

- 2013年12月 - クリスマスファミリーコンサートを開催

- 2014年2月 - 足立区竹塚幼稚園 訪問公演

- 2014年3月 - 三咲小鳩保育園「お別れ会」出演、江北住区センター「歌のお姉さんと一緒に遊ぼう」公演、江南住区センター悠々館「春のお楽しみ会」公演、菱沼中央公民館 菱沼花まつり子ども大会「ふわふわゴットン」公演

- 2014年5月 - 埼玉県熊谷市「花まつり子供大会」出演

- 2014年10月 - アピタ長津田「ハロウィン仮装コンテスト」出演

- 2014年11月 - 江戸川区「劇とあそびのこどもまつり」出演

- 2014年12月 - 足立区ギャラクシティ「ショッコランのクリスマス」公演

- 2015年1月 - 足立区えんチャレまつり「うさぎのタックタック」出演

- 2015年3月 - 江北住区センター「歌のお姉さんと一緒に遊ぼう」公演

- 2015年4月 - 足立区えんチャレ「ありがとうのたまご」公演

- 2015年7月 - 南新宿葵通りバザール2015ステージ「うさぎのタックタック」出演、「ショッコランの仲間と遊ぼう」(天空劇場 グリーティングのみ)出演

- 2015年8月 - 足立区えんチャレ「グリーティング」出演、足立区えんチャレ「グランドピアノとぬいぐるみ人形劇 ありがとうのゆめ」公演

- 2015年10月 - 足立区えんチャレ「ハロウィングリーティング」出演

## 主な演目
- 歌のお姉さんと一緒に遊ぼう
- ショッコランのクリスマス
- ショッコランのファミリーコンサート
- ありがとうのたまご
- ふわふわゴットン
- みんなショッコラン
- ショッコランのクリスマスのわっ!?
- ありがとうのゆめ

　など

## ワークショップ
- ワークショップとは、劇団代表の鳥居さとみと劇団ピッカリ座などのOBやOGなどが一般人を対象とした「ぬいぐるみ人形役者」の養成や演技力向上と技能向上を目的とした学習会の事である。同ワークショップではぬいぐるみ人形（着ぐるみ人形）での操演の仕方や仕草の表現方法やダンスなどを中心にレッスンを行っている。